# Nancy Hogshead
Nancy Hogshead (Iowa City, Iowa, 17. travnja 1962.) je bivša američka plivačica.
Višestruka je olimpijska pobjednica u plivanju, a 1994. godine primljena je u Kuću slavnih vodenih sportova.
S 14 godina pojavila se na međunarodnoj plivačkoj sceni 1977. godine, te se pripremala za  OI u Moskvi 1980. No, zbog bojkota igara nastupila je tek na Igrama u LA 1984. gdje je osvojila tri zlatne i jednu brončanu medalju.